# Мегареј
Мегареј је јунак из грчке митологије, према коме је назван град Мегара.

## Митологија
Различити аутори су му приписивали различите родитеље. Тако је он био син Посејдона и Енопе, али и Хипоменов, Онхестов, Аполонов или Егејев. О њему су писали Аполодор, Хигин, Паусанија, Плутарх и Овидије у „Метаморфозама“. Са Ифинојом је имао троје деце; Евипа, Тималка и Евехму. Овидије му је приписивао и сина Хипомена кога је имао са Меропом. Према беотској традицији, Мегареј је дошао из Онхеста како би помогао Нису у борби против Миноја и у тој бици погинуо. Сахрањен је у Мегари која је тада добила назив по њему. Раније се звала Ниса. Према традицији у Мегари, о којој је известио Паусанија, он у тој бици није учествовао. Он је наследио свог таста, Ифинојиног оца на престолу, који је касније дао Алкатоју, јер су његова два сина умрла пре њега. Наиме, Евипа (или Еуипа) је убио китеронски лав и Мегареј је обећао руку своје кћерке Евехме ономе ко освети његову смрт. То је учинио Алкатој који је убио лава. Према Роберту Гревсу, Мегареј заправо никада није владао овим градом и Алкатој га је напросто опљачкао и освојио. Мегареј је сахрањен на месту где се силази у други Акропољ у Мегари.